# Екранізація літературного твору
Екранізація літературного твору — відтворення засобами кіно і телебачення творів літератури.
Зводячись довгий час до ілюстрації, «живих картин», навіяних сюжетом відомих творів, екранізація поступово набуває все більшої глибини інтерпретації літератури та художньої самостійності. Витлумачення стає незрідка полемічним (фільм «Євангеліє від Матвія» П. Пазоліні строго дотримується тексту Святого Письма і водночас наскрізь перейнятий полемікою з традиційним християнством), супроводжується зміною історичного і національного колориту, місця дії (фільм «Ідіот» А. Куросави, де дія однойменного роману Ф. Достоєвського перенесена в японське місто після Другої світової війни).
«Оптимальною» екранізацію вважають здебільшого тоді, коли метою кінематографістів стає створення мистецької аналогії екранізованого твору, переклад його на мову кіно із збереженням головних особливостей змісту і стилю першоджерела. При цьому цілком природним стає факт відмови від «буквалізму перекладу», скорочення супутніх сюжетних ліній, більша концентрація дії чи духовного сенсу зображуваного. Прикладом саме такого, небуквального наближення до художніх глибин екранізованого твору може слугувати всесвітньо відомий фільм «Тіні забутих предків» С. Параджанова.

## Різниця між твором та його екранізацією

### Список відмінностей між екранізованим твором та його оригіналом
1. Зазвичай, коли режисери роблять фільм (або мультфільм) на основі твору, тобто екранізують його, вони намагаються його вдосконалити, вставляють свої елементи. Це великий мінус.
2. Ще одна відмінність — те, що твори дають змогу читачеві пофантазувати над образом того чи іншого героя, натомість режисер вже сам створив образ героя і коли людина після перегляду фільму (чи мультфільму) буде читати оригінал (тобто сам твір), перед читачем вже буде створений образ усіх героїв, але це вже результат не їх фантазії, а режисера. Деякі люди вважають, що образ героїв творів у фільмах (чи мультфільмах) є безперечно правильним, що саме так уявляв собі автор усіх персонажів. Але це не так. По-перше, будь-який образ героя, уявлений читачем, є правильним, тому що це одне з призначень книги — розвивати фантазію людини. По-друге, режисер не автор, а звичайний читач, і відобразив він усе, як бачив у своїй уяві.
3. У творах чи книгах усі події розписано до найдрібніших, важливих, або навпаки, подробиць. А у фільмах (чи мультфільмах) найважливішої дрібної деталі можна недобачити, або недочути.